# فرودگاه من
فرودگاه من (به انگلیسی: Man Airport) یک فرودگاه با کد یاتا MJC است . این فرودگاه در کشور ساحل عاج قرار دارد .